# 王鹤龄 (1949年)
王鹤龄（1949年11月—），男，汉族，安徽阜阳人，中华人民共和国政治人物，淮南工业学院教授，曾任安徽省工商业联合会会长，安徽省政协副主席，第九、十、十二届全国政协委员。